# زیریکسی
زیریکسی (به هلندی: Zierikzee) یک منطقهٔ مسکونی در هلند است که در اسخائن-دایفه‌لاند واقع شده‌است. زیریکسی ۱۰٬۴۸۳ نفر جمعیت دارد.

## خواهرخوانده
شهر Saint-Hilaire-du-Harcouët خواهرخواندهٔ زیریکسی هست.